# Ville-le-Marclet
Ville-le-Marclet est une commune française située dans le département de la Somme, en région Hauts-de-France.

## Géographie

### Localisation
Ville-le-Marclet est un village picard entre Ponthieu et Amiénois.
Limitrophe de Flixecourt, la commune est située à 7 km au sud-ouest de Domart-en-Ponthieu, 7 km au nord-est de Longpré-les-Corps-Saints , 9 km au sud-est d'Ailly-le-Haut-Clocher, 20 km au sud-est d'Abbeville et à 21 km au nord-ouest d'Amiens à vol d'oiseau.
Le territoire de la commune est limitrophe de ceux de sept communes.
Les communes limitrophes sont Brucamps, Flixecourt, Mouflers, Saint-Léger-lès-Domart, Saint-Ouen, Surcamps et Vauchelles-lès-Domart.
| Vauchelles-lès-Domart | Surcamps Brucamps |                        |
| Mouflers              | Ville-le-Marclet  | Saint-Léger-lès-Domart |
|                       | Flixecourt        | Saint-Ouen             |

### Hydrographie

#### Réseau hydrographique
La commune est située dans le bassin Artois-Picardie. Elle est drainée par la Nièvre.
La Nièvre, d'une longueur de 22 km, prend sa source dans la commune de Naours et se jette  dans la Somme canalisée à L'Étoile, après avoir traversé 13 communes. Les caractéristiques hydrologiques de la Nièvre sont données par la station hydrologique située sur la commune. Le débit moyen mensuel est de 2,07 m3/s. Le débit moyen journalier maximum est de 5,19 m3/s, atteint lors de la crue du 28 mai 2018. Le débit instantané maximal est quant à lui de 8,97 m3/s, atteint le même jour.

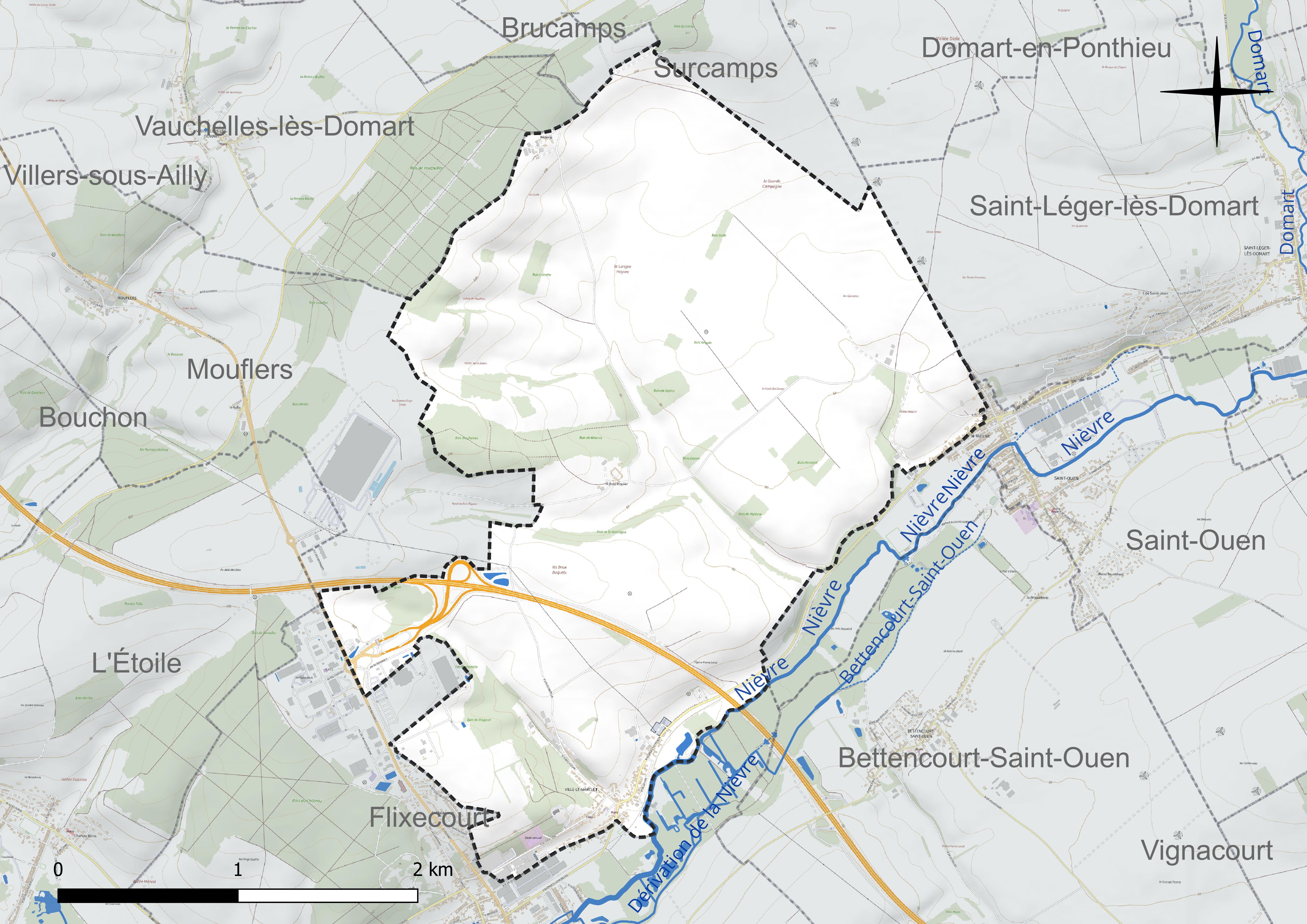
Réseau hydrographique de Ville-le-Marclet.

#### Gestion et qualité des eaux
Le territoire communal est couvert par le schéma d'aménagement et de gestion des eaux (SAGE) « Somme aval et Cours d'eau côtiers ». Ce document de planification concerne un territoire de 1 835 km2 de superficie, délimité par le bassin versant de la Somme canalisée. Le périmètre a été arrêté le 29 avril 2010 et le SAGE proprement dit a été approuvé le 6 août 2019. La structure porteuse de l'élaboration et de la mise en œuvre est le syndicat mixte d'aménagement hydraulique du bassin versant de la Somme (AMEVA).
La qualité des cours d'eau peut être consultée sur un site dédié géré par les agences de l'eau et l'Agence française pour la biodiversité.

### Climat
Pour des articles plus généraux, voir Climat des Hauts-de-France et Climat de la Somme.
En 2010, le climat de la commune est de type climat océanique altéré, selon une étude du CNRS s'appuyant sur une série de données couvrant la période 1971-2000. En 2020, Météo-France publie une typologie des climats de la France métropolitaine dans laquelle la commune est exposée à un climat océanique et est dans la région climatique Côtes de la Manche orientale, caractérisée par un faible ensoleillement (1 550 h/an) ; forte humidité de l'air (plus de 20 h/jour avec humidité relative > 80 % en hiver), vents forts fréquents.
Pour la période 1971-2000, la température annuelle moyenne est de 10,4 °C, avec une amplitude thermique annuelle de 12,8 °C. Le cumul annuel moyen de précipitations est de 729 mm, avec 11,7 jours de précipitations en janvier et 8,3 jours en juillet. Pour la période 1991-2020, la température moyenne annuelle observée sur la station météorologique la plus proche, située sur la commune de Bernaville à 13 km à vol d'oiseau, est de 10,4 °C et le cumul annuel moyen de précipitations est de 877,3 mm,. Pour l'avenir, les paramètres climatiques de la commune estimés pour 2050 selon différents scénarios d'émission de gaz à effet de serre sont consultables sur un site dédié publié par Météo-France en novembre 2022.

## Urbanisme

### Typologie
Au 1er janvier 2024, Ville-le-Marclet est catégorisée commune rurale à habitat dispersé, selon la nouvelle grille communale de densité à sept niveaux définie par l'Insee en 2022.
Elle appartient à l'unité urbaine de Flixecourt, une agglomération intra-départementale regroupant deux  communes, dont elle est une commune de la banlieue,,. Par ailleurs la commune fait partie de l'aire d'attraction d'Amiens, dont elle est une commune de la couronne,. Cette aire, qui regroupe 369 communes, est catégorisée dans les aires de 200 000 à moins de 700 000 habitants,.

### Occupation des sols
L'occupation des sols de la commune, telle qu'elle ressort de la base de données européenne d'occupation biophysique des sols Corine Land Cover (CLC), est marquée par l'importance des territoires agricoles (87 % en 2018), en diminution par rapport à 1990 (92 %). La répartition détaillée en 2018 est la suivante : 
terres arables (78,4 %), forêts (6,7 %), zones agricoles hétérogènes (6,2 %), zones urbanisées (4,3 %), prairies (2,4 %), zones industrielles ou commerciales et réseaux de communication (2 %). L'évolution de l'occupation des sols de la commune et de ses infrastructures peut être observée sur les différentes représentations cartographiques du territoire : la carte de Cassini (XVIIIe siècle), la carte d'état-major (1820-1866) et les cartes ou photos aériennes de l'IGN pour la période actuelle (1950 à aujourd'hui).

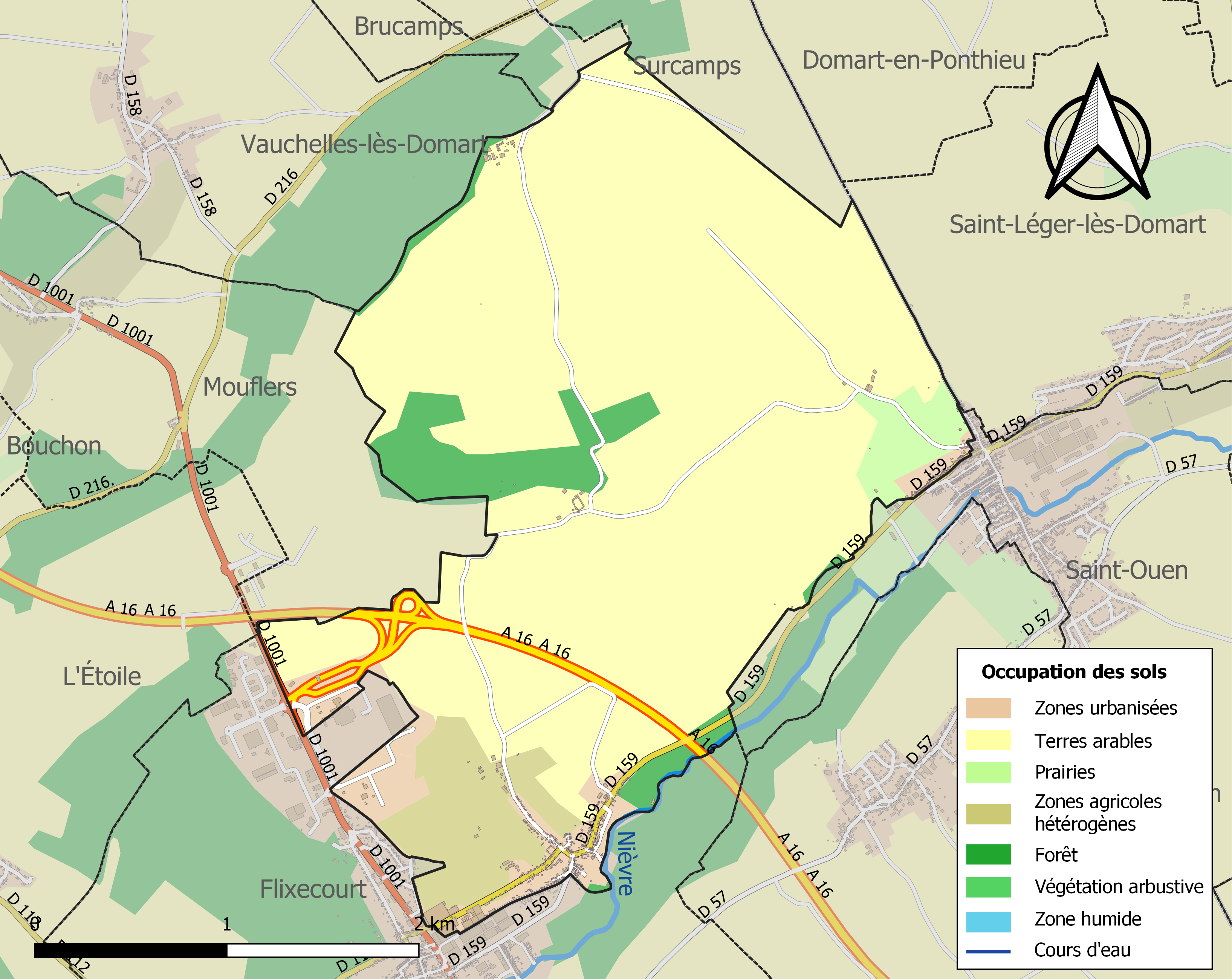
Carte des infrastructures et de l'occupation des sols de la commune en 2018 (CLC).

### Lieux-dits, hameaux et écarts
La commune comporte quatre écarts : le Marclet, Bois Riquier, Réderie et la Cavée.

### Voies de communication et transports
En 2019, la localité est desservie par la ligne de bus no 17 (Amiens - Flixecourt - Abbeville) et la ligne no 28 (Saint-Léger - Flixecourt - Amiens) du réseau interurbain Trans'80, chaque jour de la semaine, sauf le dimanche.

## Toponymie
Jusqu'en  1899, le village se nomme Ville-Saint-Ouen,.
Viile-le-Marclet provient du latin villa, maison de campagne, propriété rurale, et du mot marché.

## Histoire
Le milieu du XIXe siècle est marqué par l'arrivée de l'activité textile due à la société Saint Frères.

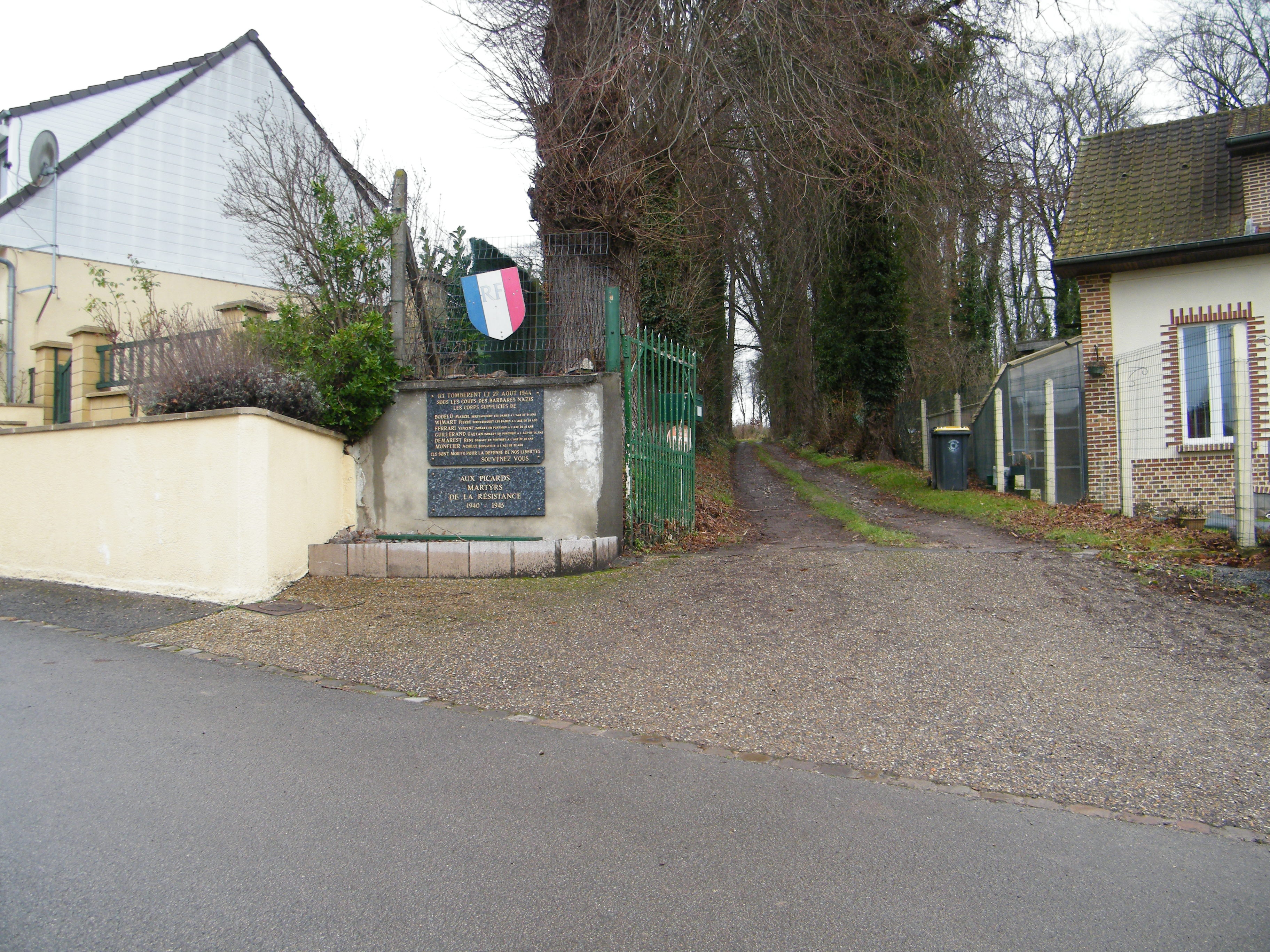
La stèle aux résistants.

Dans la nuit du 27 août 1944, six résistants sont fusillés dans le parc du château par les Allemands.

## Politique et administration

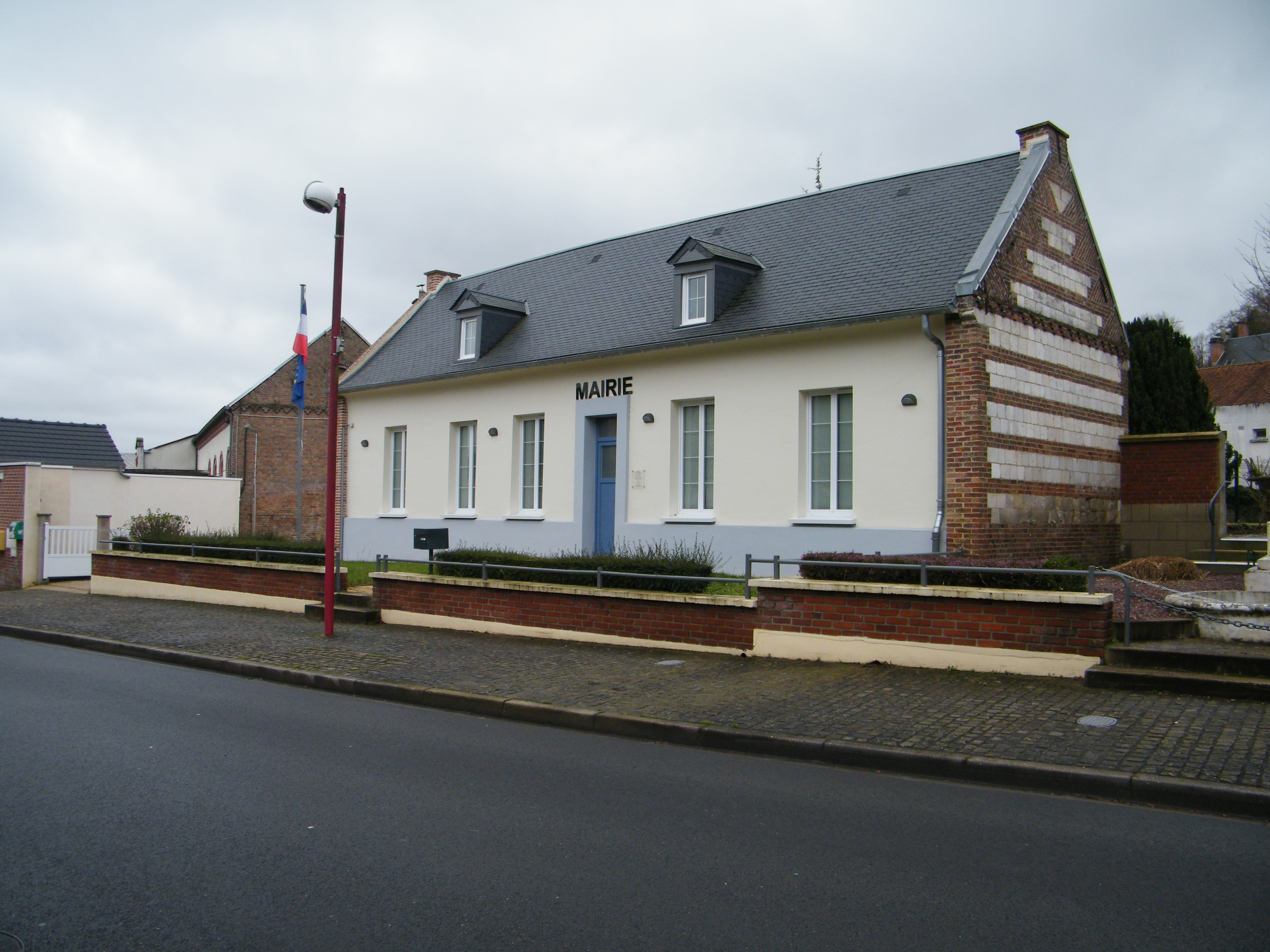
La mairie.

| Période                                  | Période                    | Identité           | Étiquette | Qualité                                                              |
| ---------------------------------------- | -------------------------- | ------------------ | --------- | -------------------------------------------------------------------- |
| Les données manquantes sont à compléter. |                            |                    |           |                                                                      |
|                                          |                            | Robert Saint       |           |                                                                      |
| mars 1965                                | juin 1995                  | René Régnier       | PCF       | Conseiller général du canton de Picquigny (1970-1982) et (1986-1994) |
| juin 1995                                | mars 2014                  | Bernard Defrancois | PCF-COM   |                                                                      |
| mars 2014                                | En cours (au 12 juin 2020) | Didier Leblanc     |           | Réélu pour le mandat 2020-2026                                       |

## Population et société

### Démographie
L'évolution du nombre d'habitants est connue à travers les recensements de la population effectués dans la commune depuis 1793. Pour les communes de moins de 10 000 habitants, une enquête de recensement portant sur toute la population est réalisée tous les cinq ans, les populations de référence des années intermédiaires étant quant à elles estimées par interpolation ou extrapolation. Pour la commune, le premier recensement exhaustif entrant dans le cadre du nouveau dispositif a été réalisé en 2004.

En 2022, la commune comptait 464 habitants, en évolution de −2,32 % par rapport à 2016 (Somme : −1,26 %, France hors Mayotte : +2,11 %).
| 1793 | 1800 | 1806 | 1821 | 1831 | 1836 | 1841 | 1846 | 1851 |
| ---- | ---- | ---- | ---- | ---- | ---- | ---- | ---- | ---- |
| 200  | 212  | 229  | 247  | 296  | 307  | 323  | 325  | 323  |

| 1856 | 1861 | 1866 | 1872 | 1876 | 1881 | 1886 | 1891 | 1896 |
| ---- | ---- | ---- | ---- | ---- | ---- | ---- | ---- | ---- |
| 310  | 333  | 436  | 462  | 515  | 510  | 631  | 745  | 681  |

| 1901 | 1906 | 1911 | 1921 | 1926 | 1931 | 1936 | 1946 | 1954 |
| ---- | ---- | ---- | ---- | ---- | ---- | ---- | ---- | ---- |
| 687  | 732  | 776  | 623  | 575  | 518  | 558  | 521  | 517  |

| 1962 | 1968 | 1975 | 1982 | 1990 | 1999 | 2004 | 2006 | 2009 |
| ---- | ---- | ---- | ---- | ---- | ---- | ---- | ---- | ---- |
| 472  | 485  | 556  | 512  | 508  | 511  | 479  | 471  | 492  |

| 2014 | 2019 | 2022 | - | - | - | - | - | - |
| ---- | ---- | ---- | - | - | - | - | - | - |
| 482  | 469  | 464  | - | - | - | - | - | - |

### Enseignement
En 2017, l'école à deux classes (59 élèves de la petite section au CM2) bénéficie d'un service de cantine et de garderie.

### Loisirs
La commune gère un étang de pêche. Des rempoissonnements ont lieu régulièrement en rotengles et gardons, effectués par la société de pêche La Sardine.

## Culture locale et patrimoine

### Lieux et monuments
- Église Saint-Nicolas, construite en brique, au XIXe siècle. Elle est de style néo-gothique.
- Chapelle Saint-Lambert. Cet édifice est situé à l'emplacement d'une chapelle mentionnée dès le XIIIe siècle. Elle était réputée contenir une relique du saint, gardée par un ermite jusqu'en 1830. Reconstruite en 1868, elle change plusieurs fois de propriétaire avant d'être désaffectée et de devenir une habitation[32].
- Le château actuel remplace le château primitif qui a été détruit en 1912. Il avait appartenu au seigneur local, le baron de Tournon. Robert Saint, maire du village, fut propriétaire du château reconstruit entre 1918 et 1922. Il fut ensuite affecté en 1973 à un institut médico-éducatif (IME) par l'association PEP 80[21]. Ni classé ni répertorié par les Monuments Historiques, le château est uniquement préservé au niveau des façades. Il est envisagé par ses nouveaux propriétaires de le transformer en lieu d'accueil pour des cérémonies ou des évènements[33].

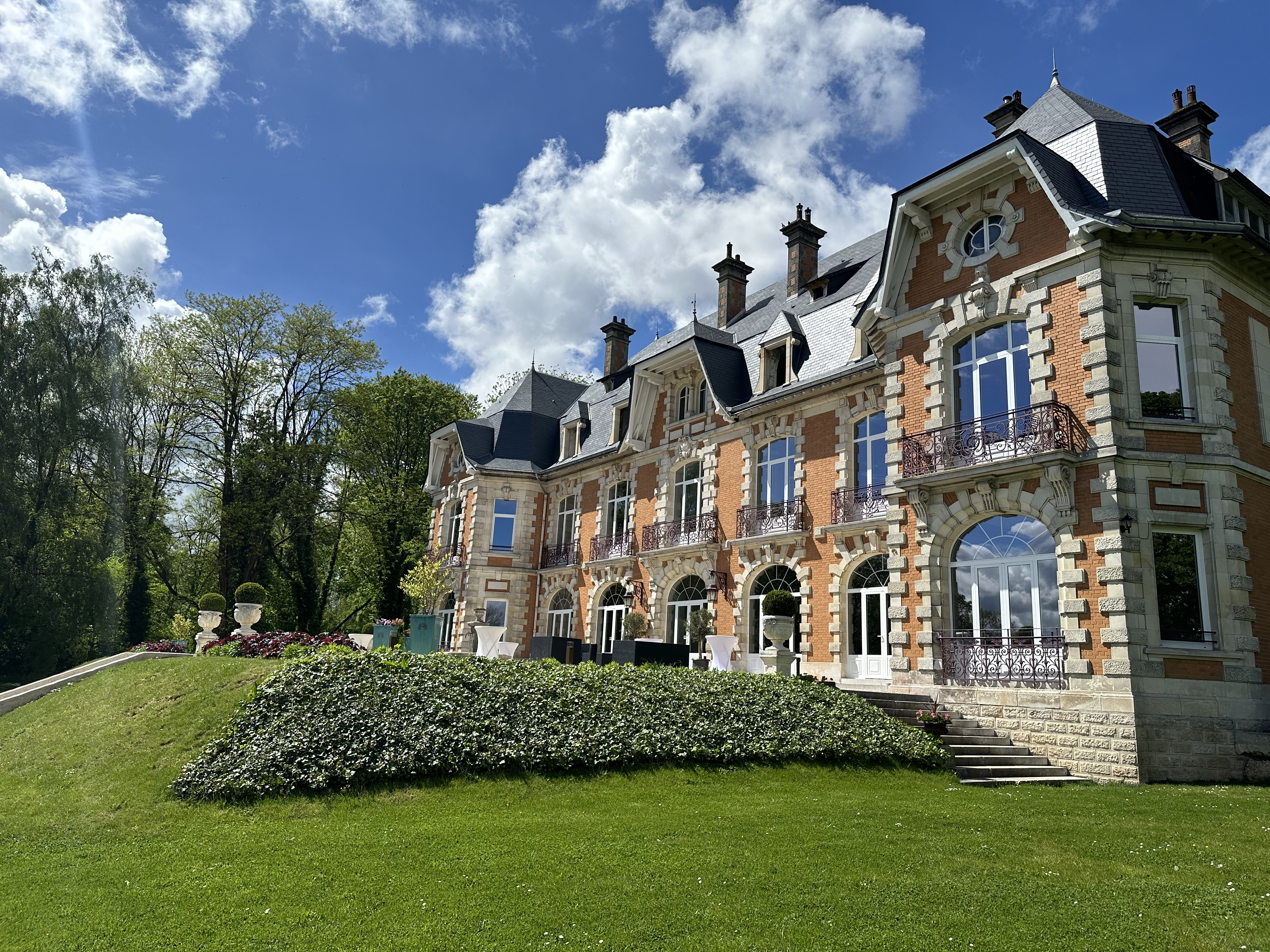
Prise de vue du Château de Ville le Marclet en 2024

- Prise de vue du Château de Ville le Marclet en 2024

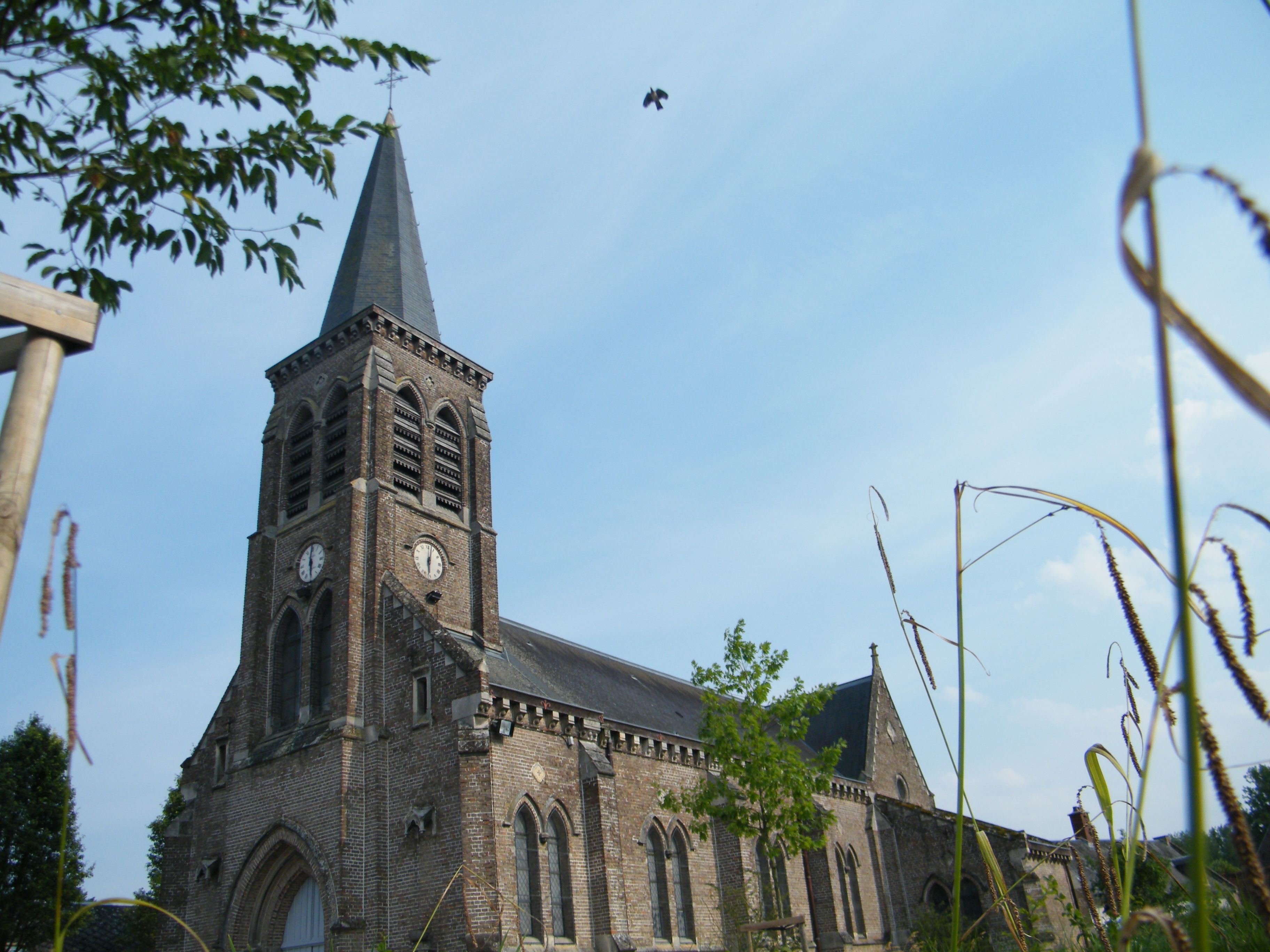
L'église.
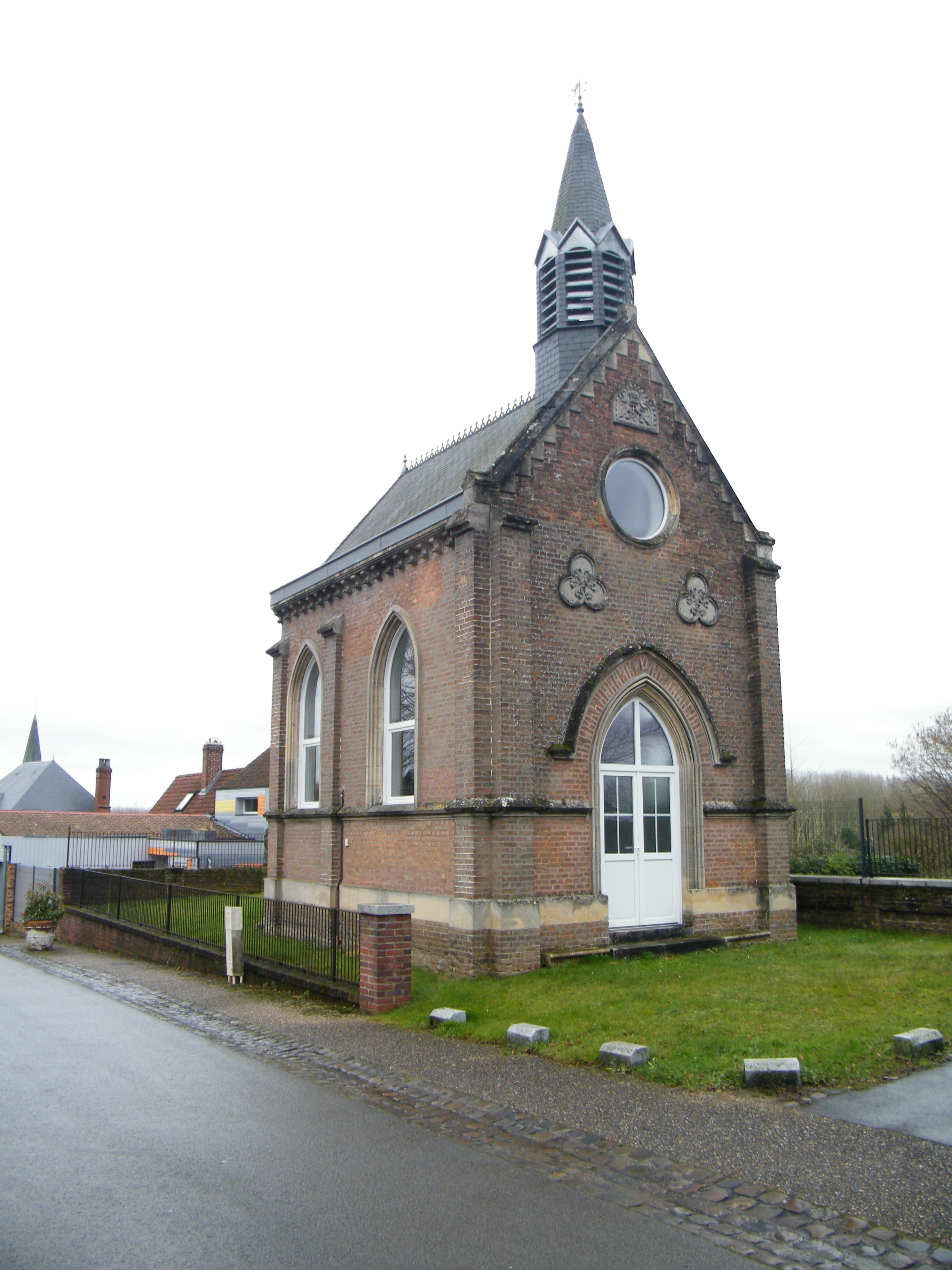
La chapelle Saint-Lambert.
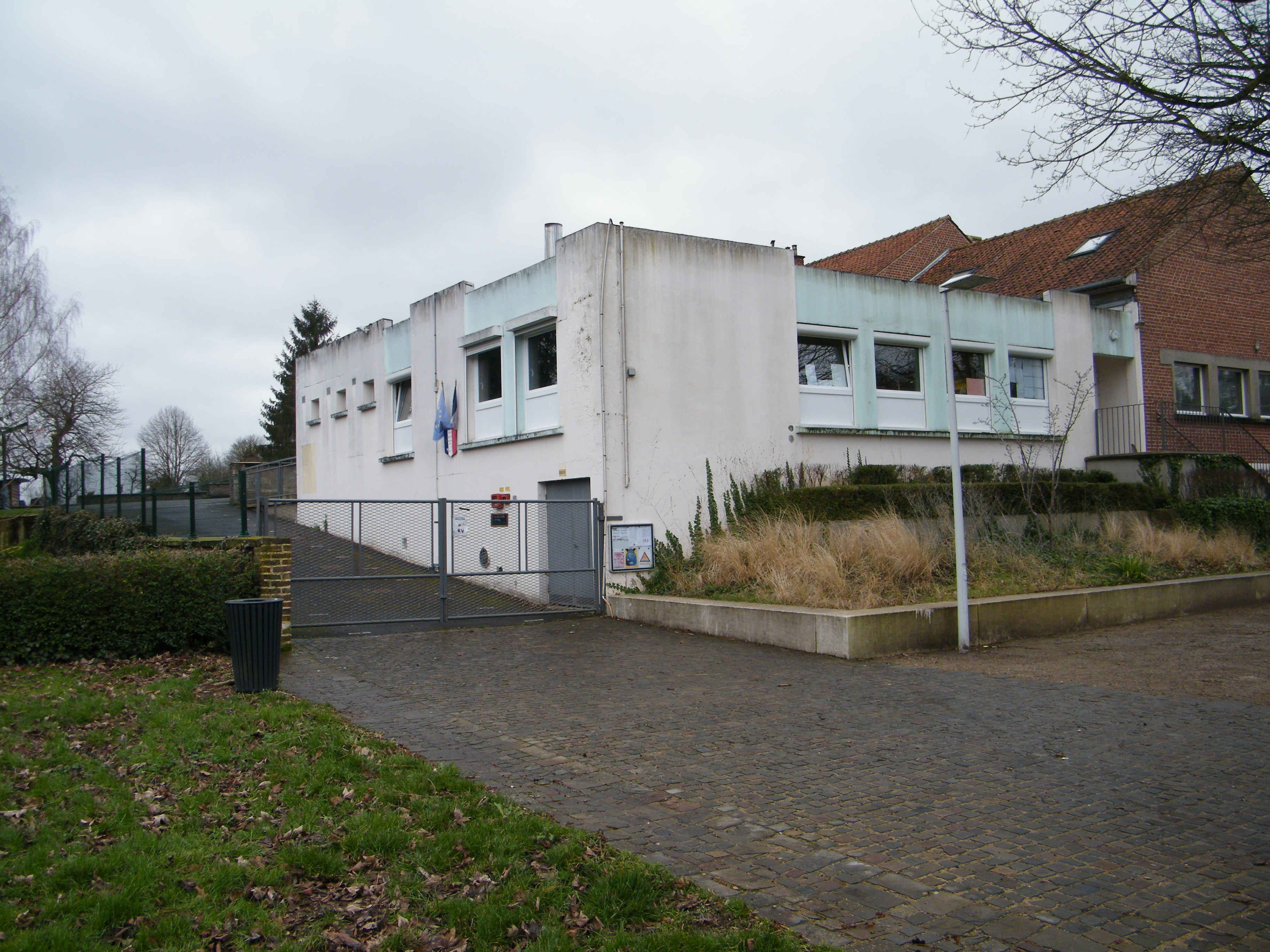
L'école.
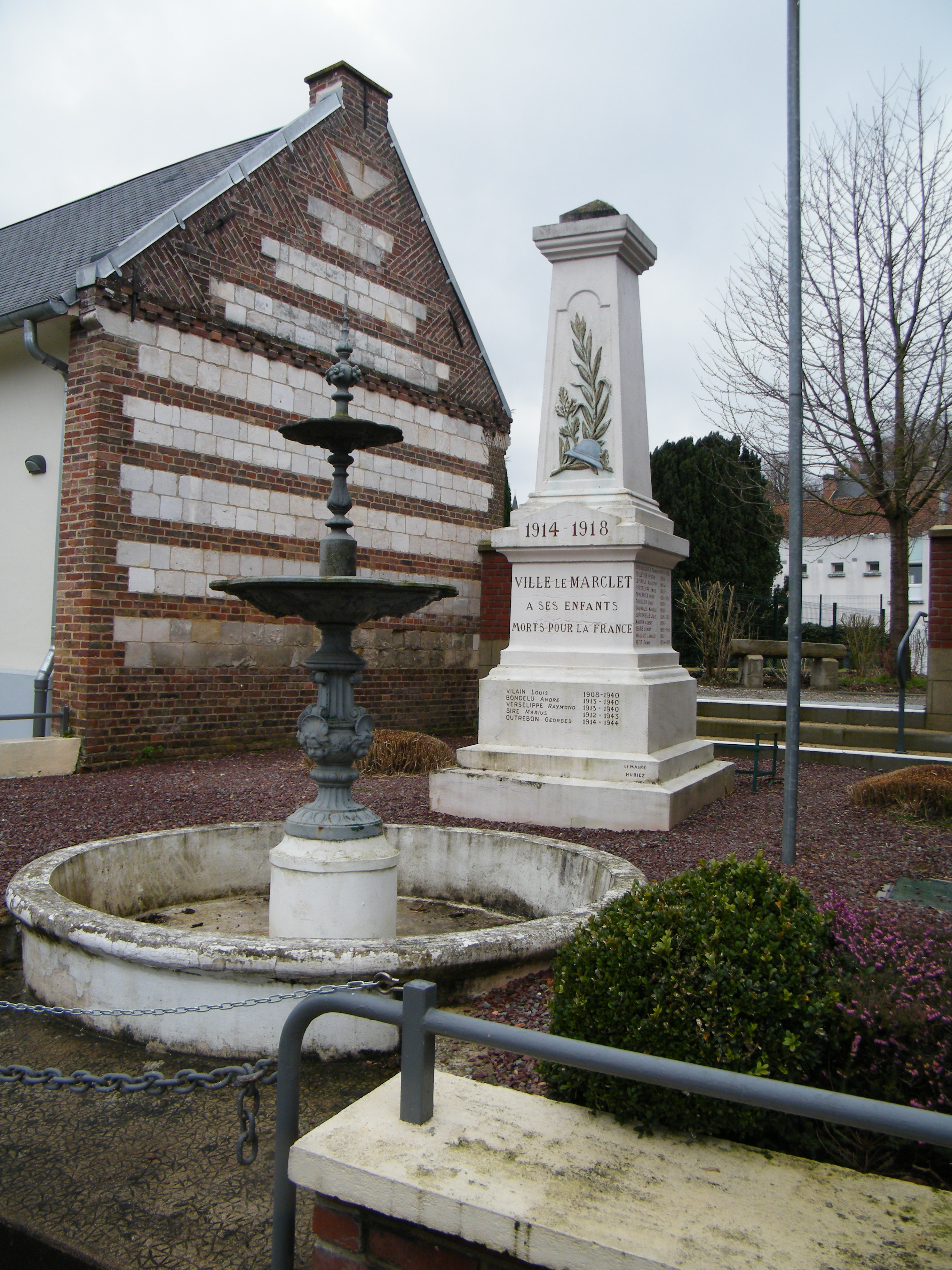
Le monument aux morts pour la patrie.